# الأم (كتاب)
كتاب الأم للإمام محمد بن إدريس الشافعي (150-204هـ)، كتاب في الفقه على مذهب الإمام الشافعي مؤلف الكتاب، قام بجمعه يوسف بن يحيى البويطي (ت 231هـ) صاحب الإمام الشافعي، ولم يذكر اسمه، وقد نسب إلى الربيع بن سليمان المرادي، إذ قام بتبويب الكتاب، فنسب إليه دون من صنفه، فإنه لم يذكر نفسه فيه، ولا نسبه إلى نفسه، كما قال الإمام الغزالي في الإحياء. قال في المهمات: وهو نحو خمسة عشر مجلداً متوسطاً. وقال ابن حجر في (مناقبه): وعدة كتب الإمام: مائة ونيف وأربعون كتاباً.

## مكان تصنيف الكتاب وزمانه
ألف الإمام الشافعي كتابه الأم آخر حياته بعد أن انتقل إلى مصر ورجع عن كثير من أقواله السابقة (المذهب القديم)، قال ابن كثير الدمشقي: «ثُمَّ انْتَقَلَ مِنْهَا [أي بغداد] إِلَى مِصْرَ فَأَقَامَ بِهَا إِلَى أَنْ مَاتَ في هذه السنة، سنة أربع ومائتين. وَصَنَّفَ بِهَا كِتَابَهُ الْأُمَّ وَهُوَ مِنْ كُتُبِهِ الجديدة؛ لأنها من رواية الربيع ابن سُلَيْمَانَ، وَهُوَ مِصْرِيٌّ».